# Gunung Meraksa (Tanjung Sakti Pumu)
Gunung Meraksa is een bestuurslaag in het regentschap Lahat van de provincie Zuid-Sumatra, Indonesië. Gunung Meraksa telt 1511 inwoners (volkstelling 2010).